# 隔离但平等
隔离但平等（英語：Separate but equal）是源自於19世紀美國黑人种族隔离政策的一种表现形式，它试图透过为不同种族提供表面平等的设施或待遇，从而使实施空间隔离的做法合法化，遲至20世紀才取得平等性質的公民權。
20世紀末至21世紀初，部分國家開始重視LGBT族群權益，起初推行的同性民事結合或同性婚姻專門法（不適用一般婚姻法）亦被喻為另一種形式的「隔離但平等」。

## 历史背景
美国南北战争之后，美國憲法第十三修正案在1865年通過，奴隶制被废除。“隔离但平等”于1877年美國聯邦軍隊撤出南方後，成为南部各州的一种普遍现象。各州以“非裔美国人”和“欧裔美国人”之名将黑人和白人从空间上分割开来，避免产生接触。

## 早期法律支持

### 普莱西诉弗格森案
1896年，美国最高法院在普莱西诉弗格森案中裁决这种做法符合美国宪法，于是这种行为正式取得合法地位。最高法院裁決在今日看來被認為是最差劣的判決之一，但在當時來看被認為是實際上安撫南方各州，避免因作出有利黑人的判決，而導致已實行种族隔离法律的南方各州再次尋求脫離聯邦。

## 法律废除

### 前沃伦法院
随着非裔美国人民权运动的不断推进，“隔离但平等”原则受到了越来越多的挑战。

### 沃伦法院
1953年，厄尔·沃伦成为第14任美国首席大法官，其领导下的美国最高法院（沃伦法院）掀起了美国历史上一场划时代的自由主义宪政革命（Constitutional Revolution），通过一系列里程碑式的判决，终结了美国的种族隔离制度以及“隔离但平等”原则。
1954年，沃伦法院在布朗诉托皮卡教育委员会案（Brown v. Board of Education）中，以9：0一致裁决：由于“黑白隔离政策表示黑人低劣”，所以原告和提出诉讼而处境与此相似的其他人，由于受所述种族隔离之害，已被剥夺了美國憲法第十四修正案與平等保護條款所保障的权利。此案的裁决突破了普莱西案对“隔离但平等”原则的认可，取消了在教育领域的种族隔离。此后最高法院又通过一系列判决，实质上否认了“隔离但平等”原则的合法性，被最終終結了美國實行逾一世紀的種族隔離政策。

1967年，在洛文诉弗吉尼亚州案中，沃伦法院以9：0一致裁决：弗吉尼亚州及其它16州禁止不同族裔通婚违宪，异族通婚合法化，保障了婚姻自由权。首席大法官厄尔·沃伦在法院多数意见中写道：
在我们的宪法下，一个人选择与其他种族的人结婚或者不结婚，完全取决于那个人本身，而这个自由是不能被各州所干涉的（The freedom to marry, or not marry, a person of another race resides with the individual, and cannot be infringed by the State）

### 后沃伦法院
在現時部分同性婚姻合法化的國家中，之前都經過部分民事結合的階段。民事結合一般被指是容許同志伴侶經註冊後享有與異性伴侶相近的法律地位，但有關的關係在法律上並不認為是婚姻。支持者（包括部分同志運動支持者及反對同志運動及同志婚姻的人士）認為民事結合可以保障同性伴侶的權益，部分包括容許同志伴侶收養，同時並不會影響而異性婚姻為主的傳統婚姻制度，可平衡各方的權益。部分LGBT權利運動的支持者批評，民事結合實際上是一種“隔离但平等”，同志伴侶在法律上始終並非婚姻，且部分民事結合的國家在生活細節及各方面始終有別於異性伴侶，同性伴侶並無法享有與異性伴侶相等的權利。